# ピアノ四重奏曲第3番 (ブラームス)
ピアノ四重奏曲第3番（ピアノしじゅうそうきょくだいさんばん）ハ短調 作品60は、ヨハネス・ブラームスが3番目に発表したピアノ四重奏曲。

## 概要
作曲時期は1855年頃まで遡り、ブラームスは「嬰ハ短調の四重奏曲」を第1番や第2番に先駆けて1856年4月に完成させている。これはヨーゼフ・ヨアヒムを交え試演も行われたが、ブラームスは満足せず、20年近く発表されなかった。
その後ブラームスは1873年から1874年にかけて移調や楽章単位の書き換えを含む大規模な改訂を施し、1875年に現行の形で本作が出版された。初演は同年の11月18日にウィーンにおいて、ブラームスとヘルメスベルガー四重奏団のメンバー（ヨーゼフ・ヘルメスベルガー、ジギスムント・バハリヒ、ダーヴィト・ポッパー）という顔ぶれで行われた。
出版に先立ち、ブラームスは出版社ジムロックに「楽譜の表紙には、頭にピストルを向けている男を描くといいでしょう」と述べている。このエピソードをはじめ、初稿が書かれた時期がロベルト・シューマンの自殺未遂から死の時期と重なっていること、ブラームスとクララ・シューマンとの関係などが関連づけられ、「ウェルテル四重奏曲」と呼ばれることがあった。

## 楽曲構成
全4楽章からなり、演奏時間は35分前後。
- 第1楽章　Allegro non troppo
ハ短調、3/4拍子。ソナタ形式。ピアノのC音で始まり、二度の下降音形を中心とした第1主題が陰鬱に始まる。強奏で主題が確保された後、変ホ長調で第2主題がピアノに提示される。この主題は8小節からなり、すぐに4つの変奏が続く特徴的な構成をとる。各主題を扱う展開部に続き、再現部の第1主題は極度に短縮され、第2主題がト長調で再現される。提示部とは異なる変奏過程を経たあと、ハ短調のコーダとなり静かに終わる。

- 第2楽章　Scherzo. Allegro
ハ短調、6/8拍子。三部形式で書かれたエネルギッシュなスケルツォ。執拗なアウフタクトや跳躍音形が特徴的である。中間部は明確なトリオではなく、主部の動機を用いた展開部風のもの。主部が回帰し、ハ長調で力強く終わる。

- 第3楽章　Andante
ホ長調、4/4拍子。ソナタ形式。チェロが瞑想的な旋律を歌って始まり、後にヴァイオリンが加わる。ロ長調の第2主題はリズムの変化を伴った対位法的なもの。短い展開部を経て、再現部では両主題に変奏が加えられる。

- 第4楽章　Finale. Allegro comodo

ハ短調、2/2拍子。ソナタ形式。ピアノの無窮動的な動きに乗ってヴァイオリンが第1主題を奏する。このピアノの音形には「運命」リズムが含まれており、経過句ではっきりと扱われる。第2主題は変ホ長調で、コラール風の弦にピアノが経過句から引き継いだ音形で合いの手を入れる。第1主題を中心にした展開部にほぼ型通りの再現部が続き、コーダが力を弱めていくと、最後はハ長調で終止する。